# 하치혼마쓰정
하치혼마쓰정(八本松町)은 히로시마현 가모군에 존재했던 촌이다.  국립 히로시마대학의 이전 문제를 계기로 사이조 분지에 있는 4개 촌의 합병 문제가 대두되어 1974년 4월 20일 가모군의 사이조, 시와, 다카야 각 촌과 함께 합병(신설합병)되어 히가시히로시마시로 편입되면서 소멸되었다. 